# Нідерланди на зимових Олімпійських іграх 1998
Нідерланди брала участь в Зимових Олімпійських іграх 1998 року у Нагано (Японія) в шістнадцятий раз за свою історію, і завоювала чотири срібних, п'ять золотих і дві бронзові медалі.
| Нідерланди на олімпіаді 1998 року в Нагано | Нідерланди на олімпіаді 1998 року в Нагано | Нідерланди на олімпіаді 1998 року в Нагано | Нідерланди на олімпіаді 1998 року в Нагано | Нідерланди на олімпіаді 1998 року в Нагано |
| Медалі                                     | Спортсмени                                 | Вид спорту                                 | Дисципліна                                 | Результат                                  |
| ------------------------------------------ | ------------------------------------------ | ------------------------------------------ | ------------------------------------------ | ------------------------------------------ |
| Золото                                     | Ідс Постма                                 | Ковзанярський спорт                        | 1 000 метрів, чоловіки                     | 1.10,64                                    |
| Золото                                     | Джанні Ромме                               | Ковзанярський спорт                        | 5 000 метрів, чоловіки                     | 6.22,20                                    |
| Золото                                     | Джанні Ромме                               | Ковзанярський спорт                        | 10 000 метрів, чоловіки                    | 13.15,33                                   |
| Золото                                     | Маріанне Тіммер                            | Ковзанярський спорт                        | 1 000 метрів, жінки                        | 1.16,51                                    |
| Золото                                     | Маріанне Тіммер                            | Ковзанярський спорт                        | 1 500 метрів, жінки                        | 1.57,58                                    |
| Срібло                                     | Ян Бос                                     | Ковзанярський спорт                        | 1 000 метрів, чоловіки                     | 1.10,71                                    |
| Срібло                                     | Боб де Йонг                                | Ковзанярський спорт                        | 10 000 метрів, чоловіки                    | 13.25,76                                   |
| Срібло                                     | Ідс Постма                                 | Ковзанярський спорт                        | 1 500 метрів, чоловіки                     | 1.48,13                                    |
| Срібло                                     | Рінтьє Рітсма                              | Ковзанярський спорт                        | 5 000 метрів, чоловіки                     | 6.28,24                                    |
| Бронза                                     | Рінтьє Рітсма                              | Ковзанярський спорт                        | 1 500 метрів, чоловіки                     | 1.48,52                                    |
| Бронза                                     | Рінтьє Рітсма                              | Ковзанярський спорт                        | 10 000 метрів, чоловіки                    | 13.28,19                                   |